# Prachtklokje
Het prachtklokje of perzikbladklokje (Campanula persicifolia) is een vaste plant die behoort tot de klokjesfamilie (Campanulaceae). De plant komt van nature voor in Europa en wordt vanaf 1554 in siertuinen gebruikt. 
De plant wordt 30-90 cm hoog, is vrijwel helemaal kaal en vormt wortelstokken. De bladeren zijn stijf en de onderste langwerpige tot lancetvormige bladeren zijn in de bladsteel versmallend.
Het prachtklokje bloeit in juni en juli met hemelsblauwe of witte, wijdklokvormige bloemen. De bloemstelen hebben aan de voet twee blaadjes. De bloemkroon is 25-40 mm lang. De bloeiwijze is een tros met drie tot acht bloemen. De kelkslippen zijn smal-driehoekig en aan de basis 2-3 mm breed.
De rechtopstaande vrucht is een doosvrucht met strooigaatjes waar de zaden door vrijkomen. Het duizendkorrelgewicht van de zaden is 0,14 gram.
De plant komt voor op matig vochtige, kalkrijke grond in loofbossen en langs de rand ervan, tussen het struikgewas en in bermen. In Nederland is de plant vanaf 1 januari 2017 niet meer wettelijk beschermd.

## Cultivars

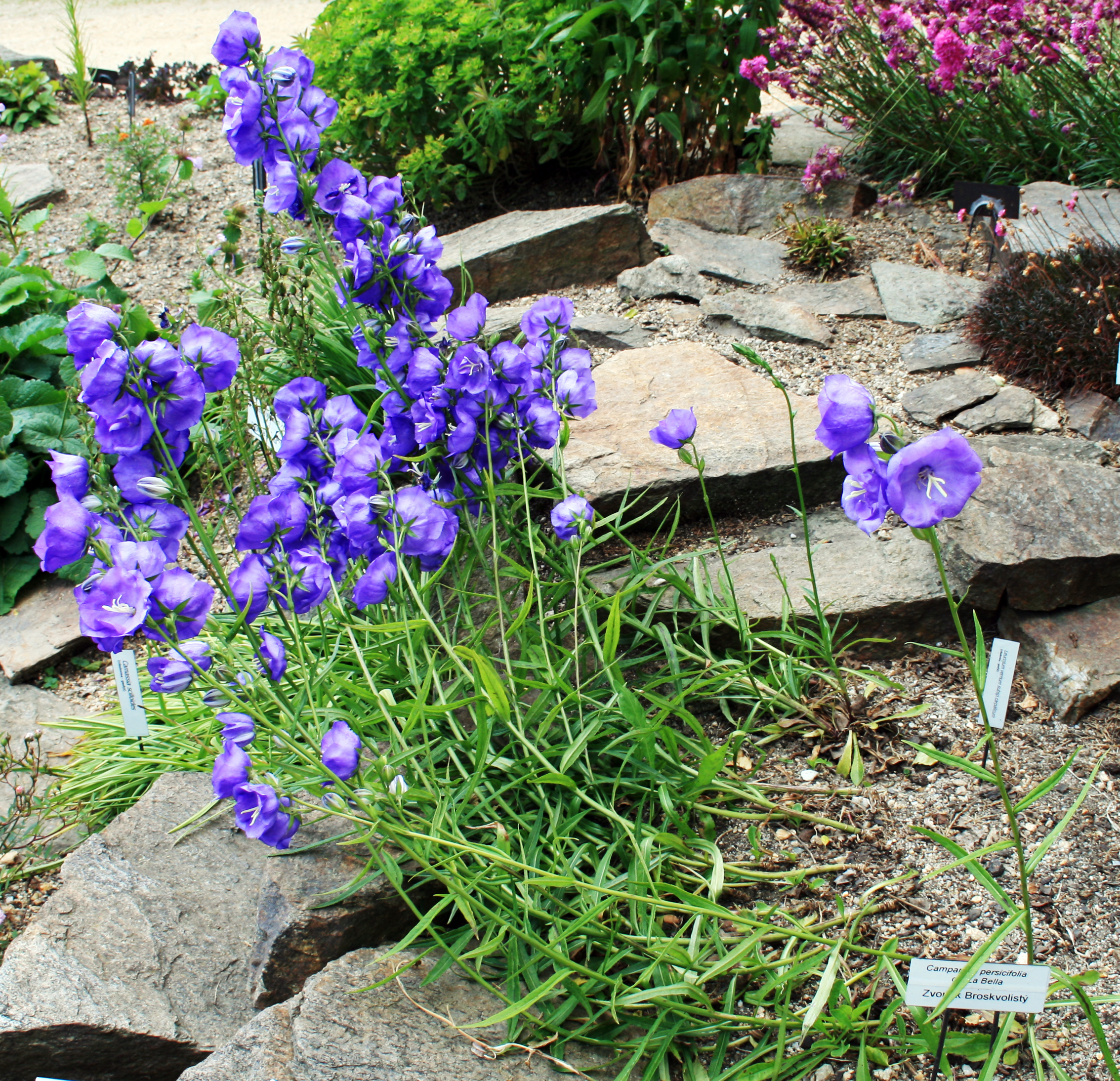
Botanical garden Liberec

Enkele cultivars zijn:
- Blauw:
  - Campanula persicifolia 'Coerulea'
  - Campanula persicifolia 'La Belle', dubbelbloemig
  - Campanula persicifolia 'Telham Beauty'
- Wit:
  - Campanula persicifolia 'Alba'
  - Campanula persicifolia 'White Bell'

## Ziekten
De bladeren kunnen aan de onderkant aangetast worden door de schimmelziekte roest.